# لوغال باندا
لوغال باندا ينسب له تأسيس الميثولوجيا السومرية، ويشتق إسمه من كلمتين سومريتين "لوغال" بمعنى ملك و"باندا" بمعنى شاب فأسمه معناه الملك الشاب، وحسب قائمة الملوك السومريين فإنه ثاني ملوك سلالة أوروك الأولى بعد والده إينمركر، ويقال أنه حكم لمدة 1200 سنة. لوغال باندا ذكر كبطل في مسلات سلالة أور الثالثة، وذلك في ملحمتي لوغال باندا في كهف الجبل ولوغال باندا وطير الأنزو، وتعود هاتين المسلتان إلى القرن 18 قبل الميلاد. كما أن إسمه في مسلة تعود لوالده إينمركر وهي إينمركر وملك أراتا التي تقول بأنه سافر إلى الجبال الإيرانية.
كما ظهر إسمه في لوحة أثرية عثر عليها في بلدة أبو صلابيخ في محافظة القادسية تعود إلى أواسط الألف الثالث قبل الميلاد تتكلم عن علاقة رومانسية بينه وبين الألهة نينسون.
وذكر أيضا في لوحة أثرية أخرى تعود إلى العصر السلوقي تقول أنه كان من الآلهة المعبودة في فترة سلالة أور الثالثة بسبب علاقته مع الإلهة نينسون.
الملك السومري شولغي ابن أور نمو ذكر أن لوغال باندا و نينسون هم عائلته المقدسة، وذكره في مصادر أخرى أنه أخوه هو و كلكامش.
وملحمة جلجامش ذكرت ان لوغال باندا هو شقيق كلكامش.
بعد وفاة لوغال باندا تولى دوموزيد الصياد الحكم مكانه.

## انظر كذلك
لوغالباندا في كهف الجبل